# Lavastrie
Lavastrie korábbi község (település) Franciaországban, Cantal megyében. 2017. január 1-jén Neuvéglise, Oradour és Sériers községgel egyesült és Neussargues en Pinatelle új község része lett.
Lakosainak száma 247 fő (2018. január 1.). Lavastrie Alleuze, Fridefont, Neuvéglise, Saint-Martial és Sériers községekkel határos.

## Népesség
A település népességének változása:
| Lakosok száma | 388  | 303  | 276  | 241  | 224  | 250  | 265  | 259  | 249  | 247  |
|               | 1968 | 1975 | 1982 | 1990 | 1999 | 2011 | 2013 | 2015 | 2017 | 2018 |